# Dwergwratjesmos
Dwergwratjesmos (Cololejeunea minutissima) is een levermossoort uit de familie Lejeuneaceae.

## Determinatie
Dwergwratjesmos is een bleekgroen folieus levermos met opvallende, stervormige kelken die tevoorschijn komen uit dichte clusters van slanke scheuten. De kleine, ronde bladeren hebben geen onderbladeren en een lobulus bijna net zo groot als de lob. Elke scheut lijkt op een snoer van kralen.

## Ecologie
Dwergwratjesmos is vooral te vinden als pioniersoort op stammen en takken van bomen en struiken met een neutrale, eutrofe schors, zoals schietwilg, es, Duitse dot, grauwe wilg en vlier in luchtvochtige, voedselrijke bossen. Ook jonge, dichte aanplant van eik in trek. De soort wordt vaak vergezeld door het levermostrio bleek boomvorkje, gewoon schijfjesmos en helmroestmos.

### Syntaxonomie
In de syntaxonomie staat dwergwratjesmos te boek als kensoort voor de boomsterretje-associatie.

## Verspreiding
Dwergwratjesmos heeft een groot verspreidingsgebied dat zich uitstrekt van de tropen tot de subtropen. In de afgelopen tientallen jaren is de noordgrens van het areaal op het vasteland van Europa opgeschoven van Midden-Frankrijk naar Nederland. 
In de afgelopen tientallen jaren is de noordgrens van het areaal op het vasteland van Europa opgeschoven van Midden-Frankrijk naar ons land. Dit kan verband houden met het warmer worden van het klimaat. Het is voor het eerst in Nederland gevonden in 1987 in de Biesbosch. 
Vooral sinds 2005 is dit minuscule levermos bezig aan een snelle opmars en in 2016 kwam het in meer dan honderdvijftig atlasblokken voor, vooral in het zuiden en westelijk midden van het Nederland. Van het heuvelland van Zuid-Limburg zijn nog geen vondsten bekend en van de waddeneilanden tot in 2016 alleen van Ameland. Plaatselijk, o.a. in de Biesbosch, Zeeland en Oost-Brabant komen lokale populaties voor op tientallen bomen. De snelle uitbreiding is zeker mede mogelijk geweest doordat de soort zowel overvloedig broedkorrels als sporen produceert.